# Filip I Schaumburg-Lippe
Filip I von Lippe-Alverdissen (ur. 18 lipca 1601, zm. 10 kwietnia 1681) – pierwszy hrabia Schaumburg-Lippe (od 1647). Protoplasta rodu Schaumburg-Lippe. 

Filip urodził się w 1601 r. na zamku Brake, niedaleko miasta Lemgo. Był najmłodszym synem Szymona VI, hrabiego Lippe-Detmold, i jego drugiej żony Elżbiety von Holstein-Schaumburg.
Po śmierci ojca w 1613 otrzymał jako uposażenie urzędy Lipperode i Alverdissen. W roku 1640 odziedziczył po swojej siostrze, hrabinie Elżbiecie von Holstein-Schaumburg udział w Hrabstwie Schaumburg z urzędami Stadthagen, Bückeburg, Ahrensburg und Hagenburg. Od jego panowania połączone terytorium nazwano Hrabstwem Schaumburg-Lippe.
W roku 1644 w Stadthagen ożenił się z Zofią von Hessen-Kassel, córką hrabiego Maurycego Uczonego von Hessen-Kassel i Juliany von Nassau-Dillenburg. Filip i Zofia mieli dziesięcioro dzieci:
- Elżbieta (*/† 1646)
- Eleonora Zofia (* 1648, † 1671)
- Joanna Dorota (* 1649, † 1697)
- Jadwiga Ludwika (* 1650, † 1731)
- Wilhelm Bernard (*/† 1651)
- Elżbieta Filipina (* 1652, † 1703)
- Charlotta Julianna (* 1654, † 1684)
- Fryderyk Chrystian (* 1655, † 1728)
- Karol Herman (* 1656, † 1657)
- Filip Ernest (* 1659, † 1723)